# Pukerua Bay
Pukerua Bay é uma cidade da Nova Zelândia, conhecida por ser a terra natal de Peter Jackson, diretor de cinema.